# Scott Cawthon
Scott Braden Cawthon, född 4 juni 1978 i Houston i Texas, är en amerikansk programmerare och spelutvecklare av indiespel som är känd för att ha skapat Five Nights at Freddy's-serien med tretton spel. Han har även tillsammans med Kira Breed-Wrisley skrivit en bok som handlar om Five Nights at Freddy's, Five Nights at Freddy's: The Silver Eyes. Boken släpptes den 17 december 2015.

## Spel[1]
- The Desolate Hope
- The Pilgrim's Progress
- The Desolate Room
- Legacy of Flan 4: Flan Rising
- Iffermoon
- Sit 'N Survive
- There Is No Pause Button!
- Chipper & Sons Lumber Co.
- 8-Bit RPG Creator
- V.I.P. Woodland Casino
- Rage Quit!
- Scott's Fantasy Slots
- Magnum Slots Collection
- Chubby Hurdles
- Platinum Slots Collection
- Slumberfish
- Cropple
- Pimp My Dungeon
- Hawaiian Jackpot
- Fart Hotel
- Vegas Jackpot Unlimited
- Golden Galaxy
- Use Holy Water!
- Pogoduck
- Shell Shatter
- Forever Quester
- Vegas Wild Slots Limited
- FighterMageBard
- Gemsa
- Kitty in the Crowd
- Spooky Scan
- Jumbo Slots Collection
- 20 Useless Apps
- Elemage
- Stellar Gun
- Gunball
- Ships of Chaos
- Legacy of Flan 1
- Legacy of Flan 2
- Legacy of Flan 3
- Flanville
- Five Nights at Freddy's (2014) (även rösten till Phone Guy)
- Five Nights at Freddy's 2 (2014) (även rösten till Phone Guy)
- Five Nights at Freddy's 3 (2015)  (även rösten till Phone Guy)
- Five Nights at Freddy's 4 (2015)
- Five Nights at Freddy's World (2016)
- Five Nights at Freddy's: Sister Location (2016)
- Freddy Fazbear's Pizzeria Simulator (2017)
- Ultimate Custom Night (2018)
- Five Nights at Freddy's: Help Wanted (2019)
- Five Nights at Freddy's: Special Delivery (2019)
- Five Nights at Freddy's: Security Breach (2021)
- Five Nights at Freddy's: Security breach ruin (2023)